# Glenea lecta
Glenea lecta là một loài bọ cánh cứng trong họ Cerambycidae.